# Estadio Erwin O'Neil
El Estadio Erwin O'Neill es un estadio de fútbol ubicado en la isla de San Andrés, Colombia. Fue inaugurado en 2008, cuenta con una capacidad máxima de 5.000 espectadores y césped sintético.
En él ofició de local entre 2019 y 2020 el equipo Real San Andrés en la Categoría Primera B colombiana.